# Rezerwat (album)
Rezerwat – debiutancki album łódzkiej grupy Rezerwat. Został nagrany w studio Polskich Nagrań w Warszawie we wrześniu 1983 roku.
Jest to album nowofalowy. Realizacja W. Przybylski, J. Regulski. Autorem projektu okładki jest Anna Jeżowska. Utwór "Modlitwa o więź" ukazał się również rok po wydaniu płyty na winylowym singlu razem z utworem "Nowy świetny plan" (Tonpress S-493).

## Utwory
1. "Obserwator" (muz. Piotr Mikołajczyk – sł. Andrzej Adamiak, Andrzej Senar) – 5:20
2. "Histeria" (muz. Wiktor Daraszkiewicz – sł. Andrzej Adamiak, Andrzej Senar) – 2:50
3. "To tylko mój pogrzeb" (muz. Wiktor Daraszkiewicz – sł. Andrzej Adamiak) – 5:00
4. "Paryż, miasto wymarzone" (muz. i sł. Andrzej Adamiak) – 4:20
5. "Cieć" (muz. i sł. Andrzej Adamiak) – 4:00
6. "Trędowata marionetka" (muz. i sł. Andrzej Adamiak) – 3:20
7. "Ochrona zdrowia psychicznego" (muz. i sł. Andrzej Adamiak) – 4:10
8. "Modlitwa o więź" (muz. i sł. Andrzej Adamiak) – 6:40

Bonus na wydaniu CD
1. "Hej, hej, hej" (muz. i sł. Andrzej Adamiak) – 3:17

## Muzycy
- Andrzej Adamiak – gitara basowa, śpiew
- Wiktor Daraszkiewicz – gitara
- Mariusz Jeremus – gitara
- Zbigniew Nikodemski – instrumenty klawiszowe
- Piotr Mikołajczyk – perkusja

ponadto
- Jarosław Kawecki – kierownik zespołu